# Wiernadski
Wiernadski (ukr. Академік Вернадський, trb. Akademik Wernadśkyj) – ukraińska stacja polarna położona  na antarktycznej wyspie Galindez.

## Położenie i warunki
Stacja znajduje się na wyspie Galindez w grupie wysp Argentine Islands, leżących u wybrzeża Ziemi Grahama. Klimat jest dosyć łagodny, morski. Średnia roczna temperatura to −4 °C, rzadko spada zimą do −20 °C. O kierunku wiatrów decyduje bliskość górzystego Półwyspu Antarktycznego, w który uderzają cyklony przychodzące znad Pacyfiku i Morza Bellingshausena. Opady w latach 1986–2011 wahały się od 220 do 670 mm na rok; średnio przez 300 dni w roku pada śnieg, a zaledwie 25–3 dni jest bezchmurnych.

## Brytyjska stacja F

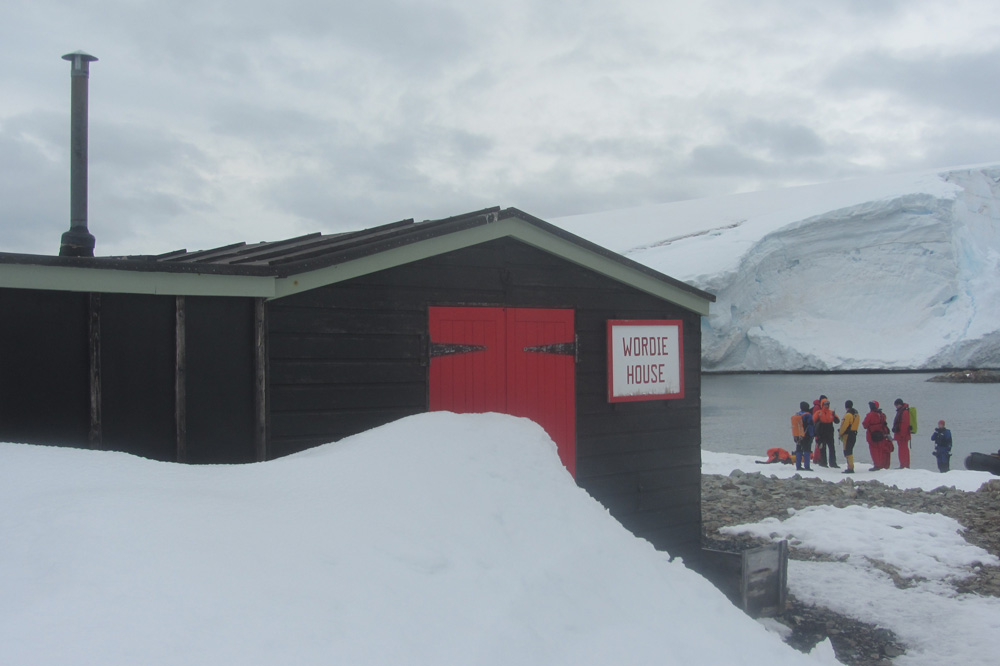
Wordie House w 2014 roku

Stacja została założona 7 stycznia 1947 roku przez Brytyjczyków jako „Baza F”. Pierwotnie znajdowała się na pobliskim wybrzeżu Ziemi Grahama, w miejscu rozpoczęcia brytyjskiej ekspedycji z lat 1935-36; chata tej ekspedycji uległa zniszczeniu w 1946 roku, przypuszczalnie wskutek uderzenia tsunami. Budynek nowej bazy został nazwany „Wordie House” na cześć szkockiego polarnika, Jamesa Wordiego. W 1954 roku baza została przeniesiona na wyspę Galindez, gdzie w lutym 1954 roku powstały nowe budynki. Główny został nazwany „Coronation House”, dla uczczenia koronacji królowej Elżbiety II. Stary budynek „Wordie House” został wpisany na listę Historycznych Miejsc i Pomników Antarktyki (nr 62). Baza F została nazwana „Faraday” na cześć angielskiego uczonego Michaela Faradaya.

## Ukraińska stacja „Wiernadski”
Ukraińcy uczestniczyli w badaniach antarktycznych w czasach, gdy ich kraj był częścią Związku Radzieckiego, ale wszystkie poradzieckie stacje badawcze przejęła Rosja. W listopadzie 1993 roku strona brytyjska zaproponowała oddanie stacji Faraday zainteresowanej stronie. 6 lutego 1996 roku stacja na wyspie Galindez została oficjalnie przekazana Ukrainie. Nadano jej nazwę na cześć uczonego Wołodymyra Wernadskiego.

## Działalność
Brytyjczycy wykorzystywali stację Faraday głównie do badań z zakresu geofizyki, meteorologii i fizyki jonosfery. Ukraińcy kontynuują badania meteorologiczne, prowadzą także prace sejsmologiczne, badania geomagnetyzmu i promieniowania kosmicznego. Sezonowo prowadzone są badania biologiczne nad ekosystemem wysp i okolicznych wód.

## Budynki stacji
Obecnie baza składa się z 12 budynków. W głównym budynku znajdują się kuchnia, łazienka, biblioteka, jadalnia, a także liczne pomieszczenia laboratoryjne wraz z punktem medycznym. W latach 1978–1979 zbudowano w jednym z budynków elektrownię, która zasila cały kompleks badawczy. Stacja ma także trzy zbiorniki paliwa, magazyn, warsztat, pawilon służący jako garaż dla skuterów śnieżnych (dawniej przygotowywano w nim balony meteorologiczne), dwa pawilony geomagnetyczne, mareograf i obserwatorium fal bardzo długich (VLF), a także awaryjne schronienie na wypadek np. pożaru.